# Stopa płasko-koślawa
Stopa płasko-koślawa (łac. pes plano-valgus) – typowe schorzenie statyczne, rozwijające się na tle nieproporcjonalności masy ciała do wytrzymałości aparatu mięśniowo-więzadłowego kończyn dolnych. Istotę wykształconej wady stanowi brak prawidłowego wysklepienia podeszwy, nawrócenie stopy (pronatio) i odwiedzenie w stawie Choparta.
W zależności od nasilenia zmian wyróżniamy cztery stopnie tego schorzenia:
- niedomoga mięśniowo-więzadłowa stopy
- stopa płaska wiotka
- stopa płaska przykurczona
- stopa kostnie zesztywniała.

Przeczytaj ostrzeżenie dotyczące informacji medycznych i pokrewnych zamieszczonych w Wikipedii.